# Citi Bike
Citi Bike est le système de vélos en libre-service de la ville de New York, aux États-Unis. Il est disponible depuis le 27 mai 2013. Le système utilise la technologie BIXI développée et mise au point à Montréal par PBSC Solutions Urbaines. Le service, géré par la société Alta Bicycle Share, propose 6 000 bicyclettes réparties sur 330 stations. Le système est financé par Citibank.

## Histoire
En 2011, la ville de New York choisit la société Alta Bicycle Share pour gérer son nouveau système de vélos en libre-service.
Le système est initialement censé démarrer à l'automne 2011. Son ouverture est repoussée à l'été 2012 en raison de désaccords quant à l'emplacement des stations de location. Dans un premier moment, la ville prévoit de placer la plupart des stations sur les trottoirs et les places publiques. Quelques-unes ont finalement remplacé des places de stationnement. Des difficultés au niveau de la mise en place du logiciel ont retardé à nouveau le démarrage jusqu'en mars 2013. Dans la foulée, le passage de l'ouragan Sandy endommage des vélos et stations du système stockées dans le Brooklyn Navy Yard.
Le système est finalement lancé le 27 mai 2013 avec 6 000 vélos et 333 stations situées à Manhattan et à Brooklyn,. Près d'un an après le début de ses opérations, les utilisateurs du système avaient réalisé 5,8 millions de voyages.

## Dispositif
Le système comprend 6 000 vélos sur 333 stations réparties à travers les cinq arrondissements de la ville, 10 000 vélos et 600 stations étant prévus à terme.

## Fréquentation

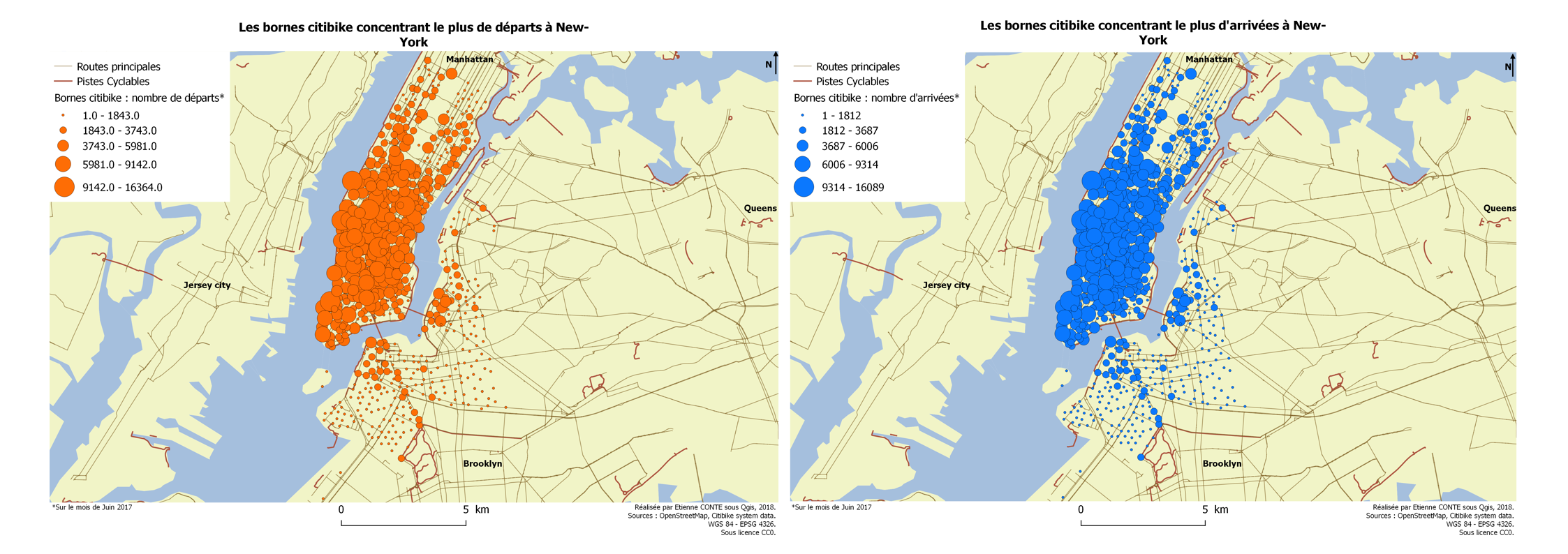
Cartes représentant la totalité des départs et la totalité des arrivées pour chaque station Citibike sur le mois de juin 2017, à New York.

Ces cartes montrent une concentration globale des déplacements dans l'arrondissement de Manhattan. On peut observer deux exceptions, au Nord-ouest et au Nord-nord-ouest de l'arrondissement de Brooklyn. La concentration de déplacements y est beaucoup moindre que dans Manhattan. Au nord de Manhattan à la frontière du Bronx, les concentrations sont également de moins en moins importantes. Les concentrations de déplacements ne sont pas dues à une quantité plus importante de bornes, Brooklyn en compte une quantité assez importante mais il y a un réel manque d'utilisation de la part des usagers. Il apparait sur les cartes que certaines zones de New York sont attractives et d'autres non en termes de mobilité partagée.

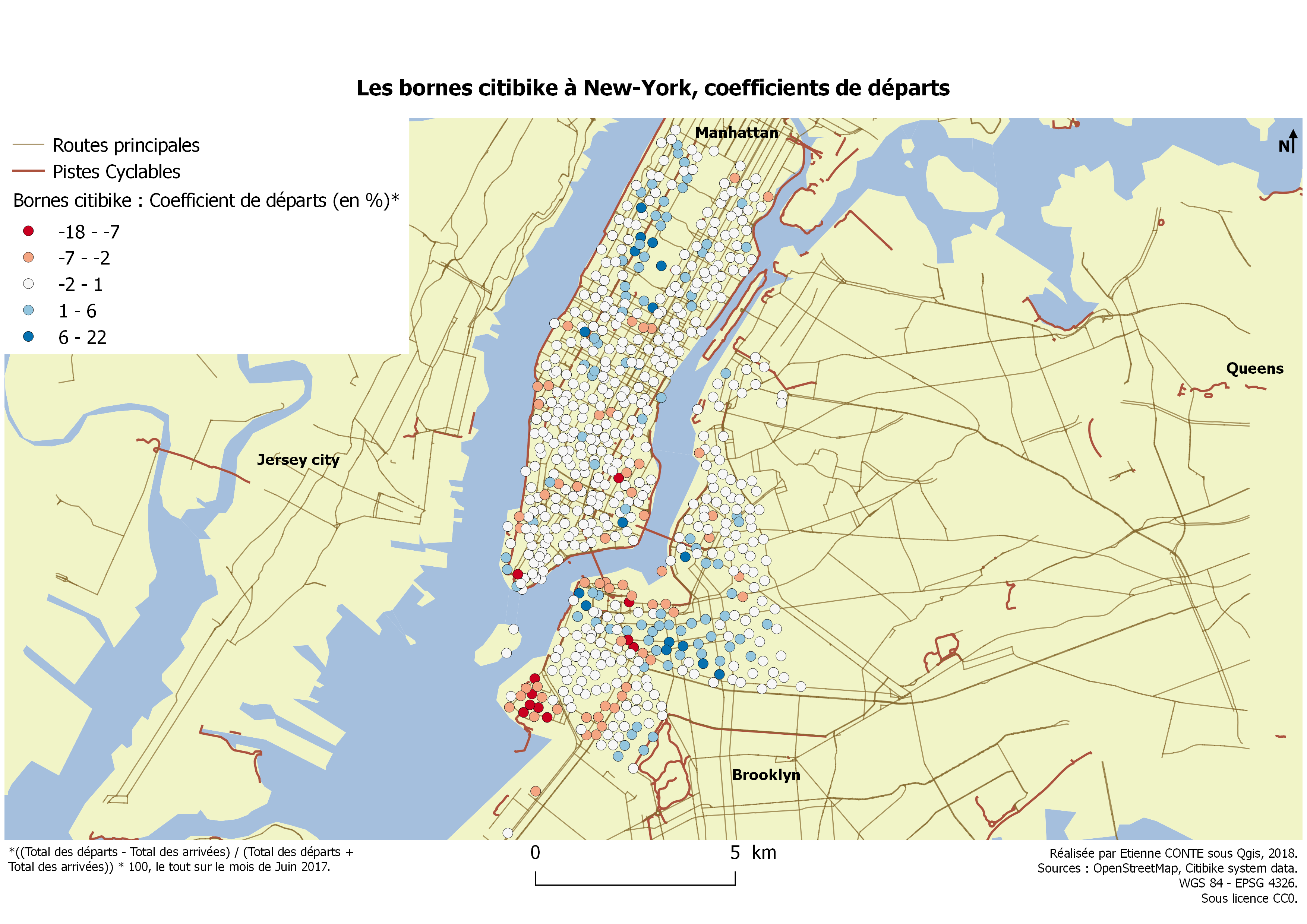
Les bornes citibike à New York, coefficients de départs.

Cette carte représente les pourcentages de départs pour chaque borne citibike. Si ce pourcentage est positif, il y a un excédent de départs, s'il est négatif, il y a un excédent d'arrivées. Une concentration de bornes avec un coefficient de départs très faible (entre −18 % et −7 %) est visible à l'Ouest de Brooklyn. Cette concentration peut par exemple signifier qu'une zone résidentielle se trouve dans cet espace. Les pourcentages de départ positifs se trouvent globalement dans Manhattan. La grande majorité des bornes sont relativement équilibrées en départs et en arrivées, ce qui permet de voir plus facilement les bornes non équilibrés entre départs et arrivées.